# Kate Ross
Pour les articles homonymes, voir Ross.
Compléments
Prix Agatha 1998
Kate Ross, née le 21 juin 1956 et morte le 12 mars 1998 à Boston, Massachusetts, est un auteur américain de roman policier.

## Biographie
Après des études de grec et de littérature grecque ancienne, elle fait des études à la faculté de droit de l’université Yale. Elle devient ensuite avocate pour une firme, sise à Boston, spécialisée dans le droit des affaires.
Pendant ses études de grec, un professeur invité d'origine canadienne lui fait découvrir l’histoire sociale et judiciaire de l’Angleterre du XVIIIe siècle et du début du XIXe siècle, et tout particulièrement l’organisation de la police pendant la période de la Régence anglaise.  Des années plus tard, Kate Ross décide de créer une série policière se déroulant autour de 1825, en Angleterre, et ayant pour héros le dandy Julian Kestrel (en).  
Au milieu de la vingtaine, beau, mince et athlétique, Kestrel, qui n'est pas sans rappeler le Lord Peter Wimsey de Dorothy L. Sayers, mène une vie oisive, ponctuée par les soirées mondaines et les sorties culturelles, mais il est toujours prêt à bousculer son agenda pour se lancer dans une enquête criminelle et démasquer un assassin. Il loue le premier étage d'une maison bourgeoise de Clargues Street, où il réside avec son valet, Dipper Stokes, un as du vol à la tire. Dans le premier roman de la série, Dans le vif, il fait une incursion dans les milieux de la prostitution londonienne du XIXe siècle. La Maison sans joie, sa deuxième aventure, se déroule dans un château anglais où une énigme en chambre close met à rude épreuve ses talents de déduction. Le patronyme de ce personnage a été inspiré à son auteur par un petit faucon de ce nom, nichant dans certaines régions d’Europe, qui a la particularité de protéger les oiseaux sans défense des grands oiseaux de proie.
Kate Ross meurt en 1998, à 41 ans, d’un cancer du sein.

## Œuvre

### Romans

#### SérieJulian Kestrel
- Cut to the Quick (1994) Publié en français sous le titre Dans le vif, Paris, Librairie des Champs-Élysées, Le Masque no 2330, 1997 ; réédition, Paris, Librairie des Champs-Élysées, coll. Labyrinthe no 103, 2002
- A Broken Vessel (1995) Publié en français sous le titre La Maison sans joie, Paris, Librairie des Champs-Élysées, Le Masque no 2237, 1995 ; réédition, Paris, Librairie des Champs-Élysées, coll. Labyrinthe no 113, 2003
- Whom the Gods Love (1996)
- The Devil in Music (1997) Publié en français sous le titre La Disparition d’Orphée, Paris, Librairie des Champs-Élysées, Le Masque no 2433, 2000

### Nouvelles

#### Nouvelle de la sérieJulian Kestrel
- The Lullaby Cheat (1997), dans l’anthologie Crime Through Time.

#### Autre nouvelle
- The Unkindest Cut (1998), dans l’anthologie Past Poisons.

### Autre texte
- The Author ; or, Lament of a Series Character (1996)

## Prix et distinctions
- Prix Agatha 1998 décerné à La Disparition d’Orphée.